# Женская сборная Перу по софтболу
Женская национальная сборная Перу по софтболу — представляет Перу на международных софтбольных соревнованиях. Управляющей организацией выступает Федерация софтбола Перу (исп. Federación Deportiva Nacional Peruana de Softbol).

## Результаты выступлений

### Чемпионаты мира
| Год        | Победы         | Поражения      | Место          |
| ---------- | -------------- | -------------- | -------------- |
| 1965—2014  | не участвовали | не участвовали | не участвовали |
| 2016       | 4              | 4              | 21             |
| 2018—н. в. | не участвовали | не участвовали | не участвовали |

### Панамериканские чемпионаты по софтболу
| Год       | Победы         | Поражения      | Место          |
| --------- | -------------- | -------------- | -------------- |
| 1987      |                |                | ??             |
| 1991—1994 | не участвовали | не участвовали | не участвовали |
| 1997      |                |                | ??             |
| 2001—2005 | не участвовали | не участвовали | не участвовали |
| 2009      | 0              | 9              | 20             |
| 2013      | 1              | 6              | 13             |
| 2017      | 1              | 7              | 15             |
| 2012      | 4              | 3              | 7              |

### Панамериканские игры
| Год       | Победы         | Поражения      | Место          |
| --------- | -------------- | -------------- | -------------- |
| 1979—1983 | не участвовали | не участвовали | не участвовали |
| 1987      | 0              | 7              | 8              |
| 1991—2015 | не участвовали | не участвовали | не участвовали |
| 2019      | 0              | 5              | 6              |